# فرانك كيتسون
فرانك كيتسون (بالإنجليزية: Frank Kitson)‏ هو لاعب كرة قاعدة أمريكي، ولد في 11 سبتمبر 1869 في هوبكينس في الولايات المتحدة، وتوفي في 14 أبريل 1930 في ألغن في الولايات المتحدة.

## وصلات خارجية
- فرانك كيتسون على موقعبيزبول رفرنس.كوم (الدوري الرئيسي) (الإنجليزية)
- فرانك كيتسون على موقعبيزبول رفرنس.كوم (الدوري الثانوي) (الإنجليزية)